# Кингисепп
Ки́нгисепп (до 1922 года — Я́мбург) — город (с 1784 года) в России, административный центр Кингисеппского района Ленинградской области и муниципального образования Кингисеппское городское поселение. Основан новгородским боярином Иваном Фёдоровичем как крепость Ям в 1384 году.

## Этимология
Во времена шведского владычества город упоминался как Ям, Яма Ямы или Ямагород. В 1703 по указу царя Петра I городу было дано название на западный манер Я́мбург. В 1922 был переименован в честь эстонского революционера Виктора Кингисеппа (в 1952 году Кингисеппом был также назван город Курессааре в Эстонской ССР, вернувший своё прежнее имя в 1988 году).
В 1993 году в Кингисеппе прошёл референдум о возвращении городу исторического названия Ямбург. Переименование поддержали только 10 % горожан. По инициативе администрации города регулярно проводятся опросы населения, однако решения о переименовании пока нет.

## История

### Допетровская эпоха
В «МСЭ» говорится, что крепость была основана «новгородцами в 9 в. на р. Луге», но большинство других источников, включая «БРЭ» и Новгородскую первую летопись младшего извода, утверждают, что город Ям был построен в 1384 году:

| Древнерусский оригинал | Современный перевод |
| --- | --- |
| Того же лѣта поставиша новгородци городъ каменъ на Лугѣ, на Ямѣ, милостію святѣи Софѣи, а поспѣшеніемъ великаго Михаила архистратига, а благословеніемъ отца своего владыцѣ Алексѣя, толко въ 30 дни и въ 3 дни. | В том же году поставили новгородцы город каменный на Луге, на Яме, по милости святой Софии, и с помощью великого архангела Михаила, и с благословения отца своего владыки Алексея, только за 30 дней и 3 дня. |

Таким образом новгородцы укрепляли границы Новгородской республики от нападения немецких и шведских захватчиков. Крепость города имела сплошную каменную стену с башнями и воротами и выдержала осаду войск Швеции и Ливонской конфедерации в 1395 и 1444—1448 годах. В той же летописи под 1395 годом упоминается как городок Яма, под 1397 годом — Ямьский городок, 1444 годом — Яма город. С XVI века распространяется название Ямгород.
В ливонских и ганзейских источниках город Яма до конца XV века назывался Ниенслотом, то есть Новым замком, Новым городком, из-за чего долгое время считалось, что до этого времени он не упоминается в иностранных источниках. После основания Ивангорода, на который было перенесено имя Ниенслот, постепенно в обиход западных хронистов вошло русское название Ямы.
К XV веку становится не только военным, но и ремесленно-торговым центром Северо-Западной Руси и административным центром Ямского уезда Водской и Шелонской пятин Новгородской земли. В 1583 году город был уступлен Швеции, в 1595 году возвращён, но затем снова отошёл к Швеции по Столбовскому мирному договору 1617 года, стены и башни крепости были взорваны в 1681 году.

### Российская империя
В период Северной войны 1700—1721 годов первый раз город был захвачен русскими войсками 10 сентября 1700 года, о чём свидетельствует «Письмо И. Ю. Трубецкого Ф. А. Головину о занятии г. Ям и показаниях пленных о сосредоточении шведских войск у Ревеля»: «Сего числа пришли мы под городок Яму. И в том городке, которые были салдат капральство и камендант, увидя нас, ушли. И я тот принял и оставил в том городке Григорья Неклюдова и с ним 40 человек казаков и стрельцов».
В начале мая 1703 года к городу подошёл русский отряд генерал-майора фон Вердена, выступивший из Пскова (13 пехотных полков, 1 драгунский полк, 23 полковых орудия, 14 орудий осадной артиллерии). 14 мая, после короткой осады, небольшой шведский гарнизон капитулировал. Включение города в состав России было оформлено Ништадтским мирным договором 1721 года.
В 1708 году Ямбург был передан во владение светлейшему князю Меншикову, после его ссылки перешёл в казну.
В первой половине XVIII века здесь была развита стекольная промышленность, в конце XVIII века существовала текстильная фабрика, которую содержал уроженец французского Лиона.
В 1780 году Екатерина Великая утвердила ранее существовавший и доработанный герб Ямбурга.
С 1784 года Ямбург — уездный город.
В 1830-е годы в Ямбурге, в имении Романовка, находившемся на месте современного парка «Романовка», жил герой Отечественной войны 1812 года генерал Карл Бистром (сохранилась его могила с памятником авторства Петра Клодта).

ЯМБУРГ — город уездный на правом берегу реки Луга, от Санкт-Петербурга — 121 верста, от Москвы — 725 вёрст, число домов — 219, число жителей: 785 м. п., 518 ж. п.;

Церквей православных две. Католическая одна (домовая). Училищ два. Детский приют. Больница одна. Пивоваренный завод.

Несколько выше города рыболовный закол, называемый Козою, пожалованный Петром Великим, в потомственное владение Нарвскому жителю Будынскому за указание в 1704 г., при движении Руских к Нарве, брода на р. Луге. (1862 год)
— Списки населённых мест Российской Империи
С начала XX века в городе существовало Коммерческое училище (c 1999 года в его здании располагается Кингисеппский краеведческий музей). В начале XX века Ямбург — один из беднейших городов Петербургской губернии, где главным доходом обывателей была отдача домов в наём расквартированным войскам. Военнослужащие до революции составляли значительную часть населения города. Так, в 1849 году из 2100 жителей города 1317 (62,7 %) приходилось на долю «нижних воинских чинов». В этот период в городе квартировал батальон Гренадерского Императора Франца I полка и уездная инвалидная команда. Накануне Первой мировой войны в Ямбурге дислоцировался 146-й пехотный Царицынский полк 37-й пехотной дивизии.

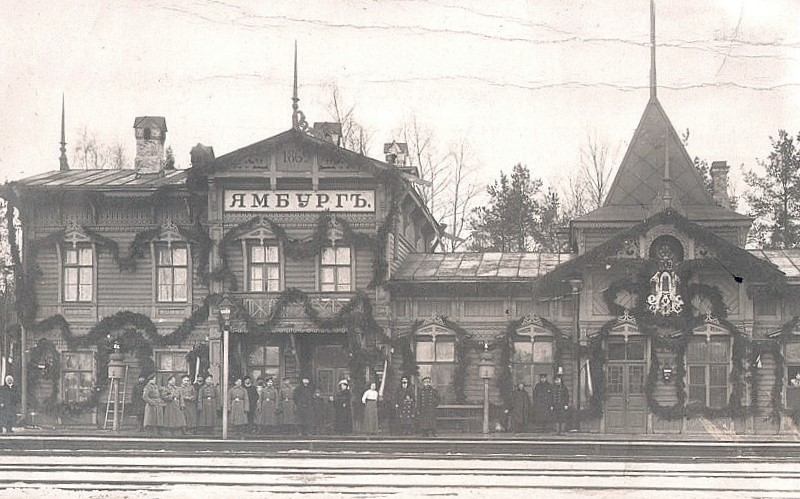
Здание железнодорожного вокзала Ямбурга (снесено в 2001 году)
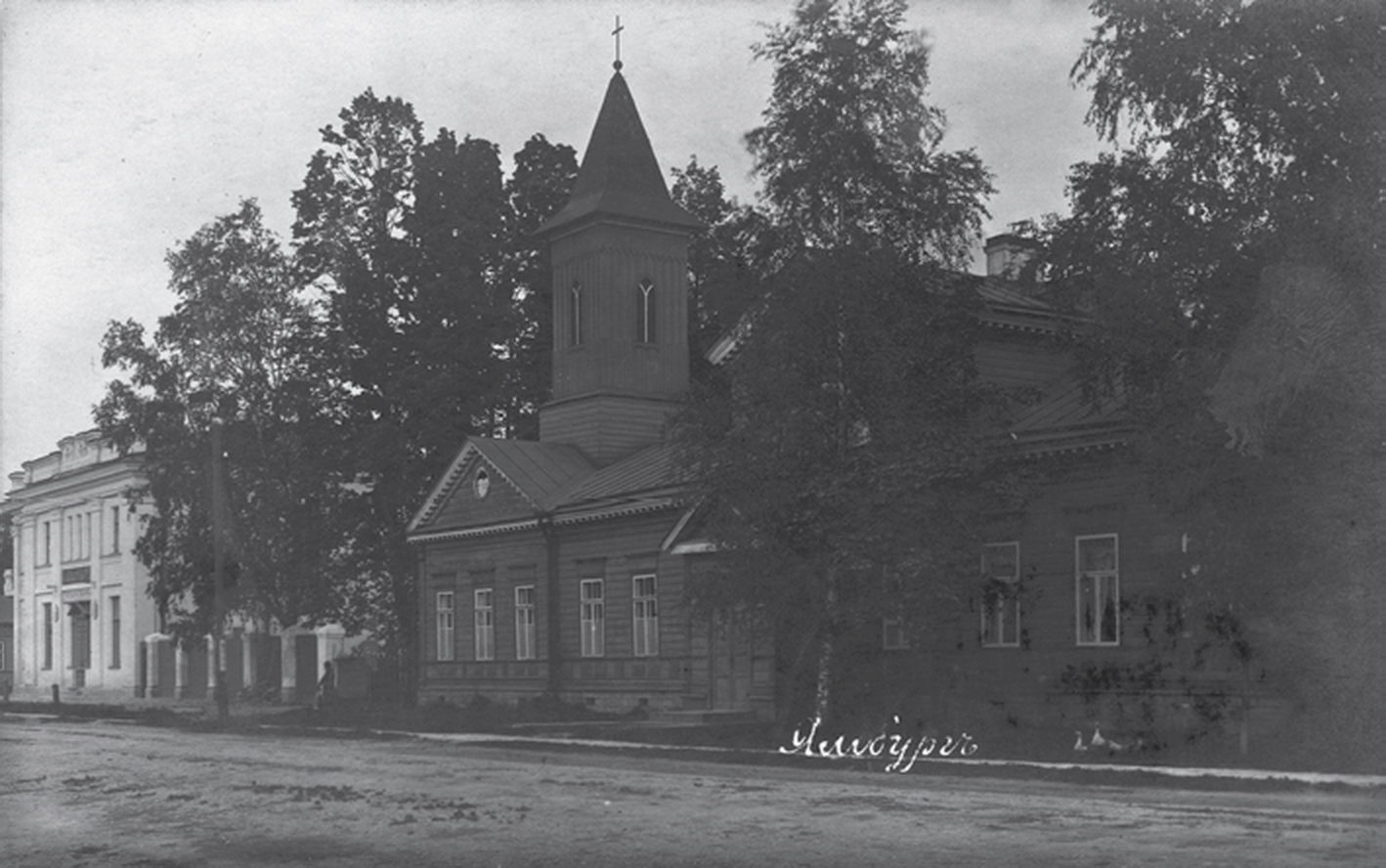
Лютеранская кирха на Петербургском пр. (не сохранилась)
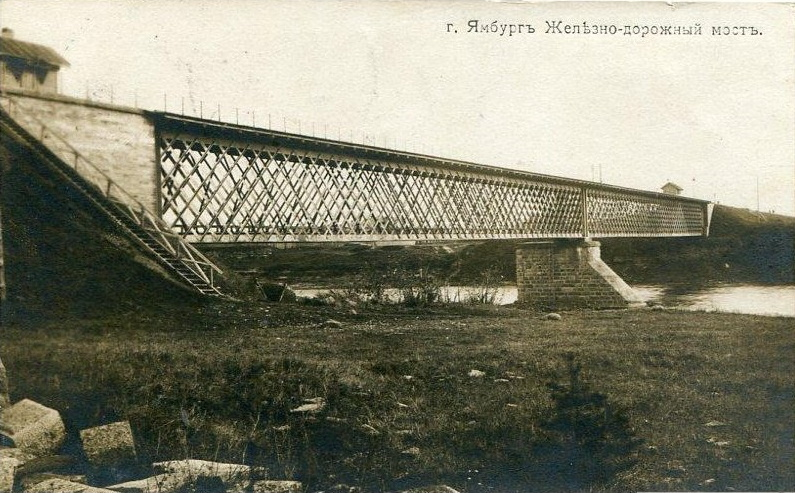
Ямбургский мост через Лугу до 1917 года
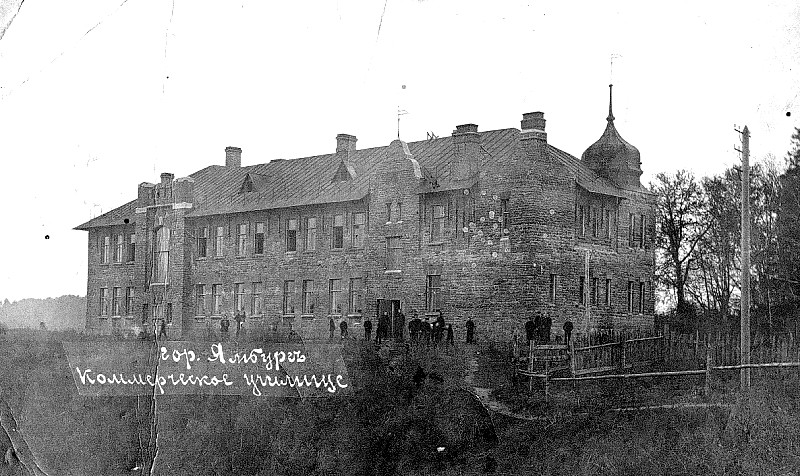
Здание коммерческого училища (сейчас — краеведческий музей)
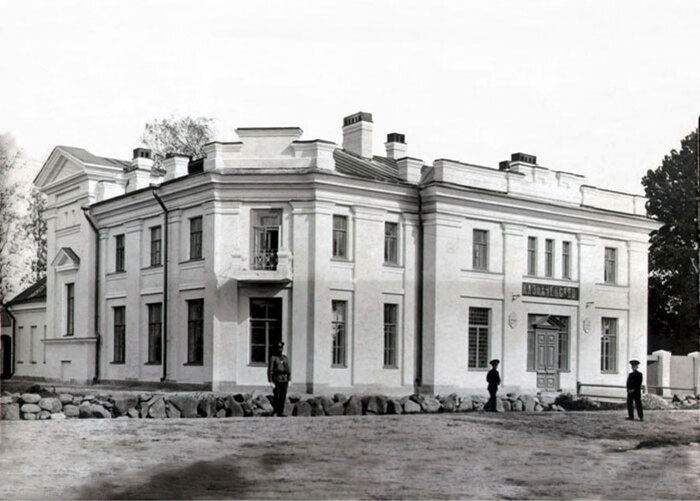
Ямбургское казначейство

### Советский период
В период Гражданской войны город стал объектом борьбы между Красной армией и белогвардейскими Северным корпусом и Северо-Западной армией. 17 мая 1919 года в ходе первого наступления на Петроград Северный корпус овладел Ямбургом и удерживал его до 5 августа, когда в город вступила 6-я стрелковая дивизия 7-й армии Западного фронта Красной армии. Город оказался у самой линии фронта — наступление Красной армии остановилось на рубеже реки Луги. Во время второго наступления на Петроград 11 октября город был занят I корпусом Северо-Западной армии. При отступлении из Ямбурга войска Красной Армии подожгли казармы, что нанесло серьёзный урон зданиям города. 14 ноября 1919 года Ямбург был занят частями Красной армии.

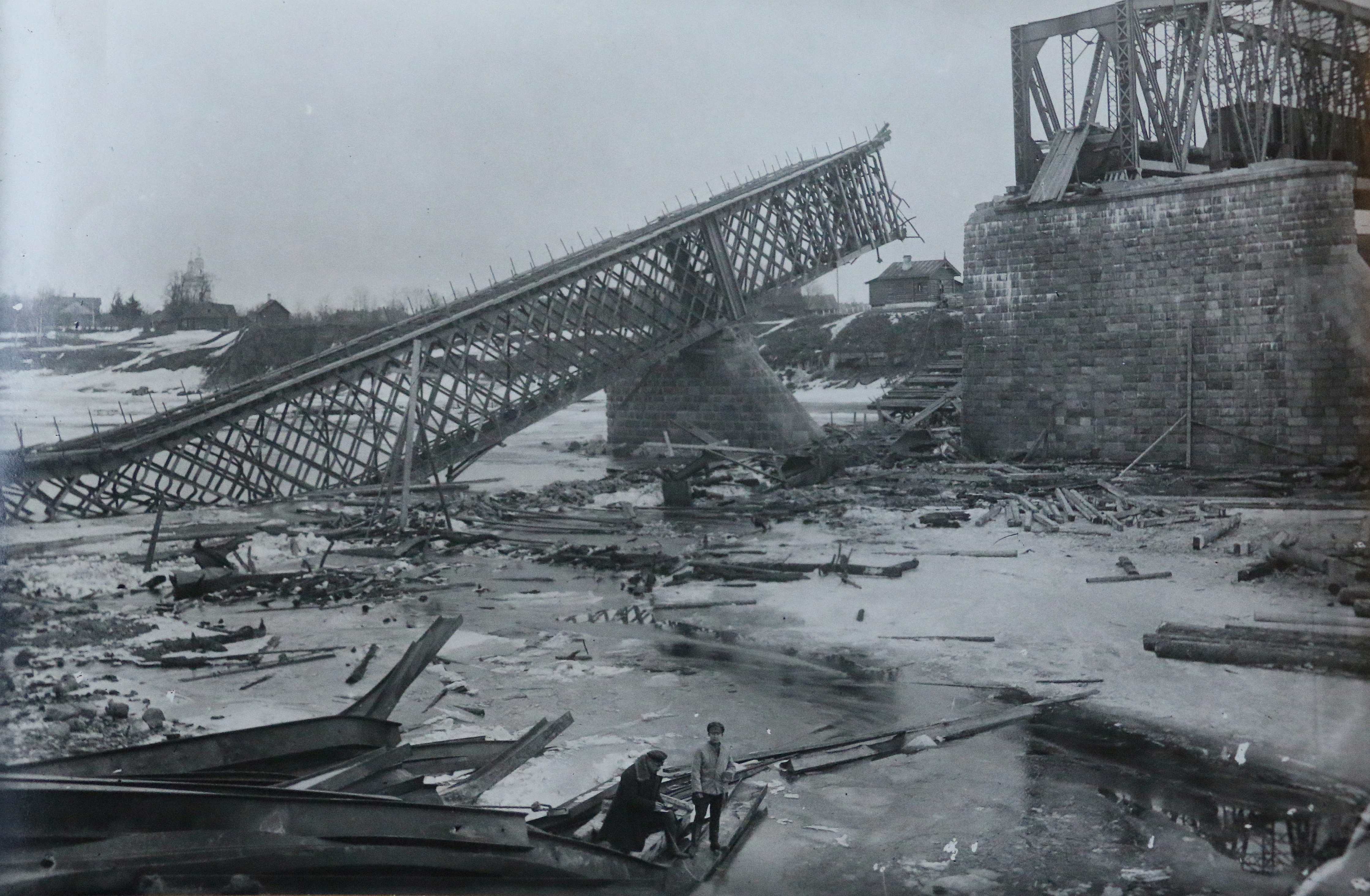
Разрушенный мост через Лугу. 1919 год

17 мая 1922 года город был переименован в Кингисепп по фамилии эстонского коммуниста Виктора Кингисеппа (1888—1922).
В ходе Большого террора 1937—1938 годов, по имеющимся данным, было расстреляно 155 жителей города.
17 декабря 1940 года город Кингисепп был отнесён к разряду городов районного подчинения.
До войны в городе был театр. Во время войны театр был эвакуирован в Чистополь.
Во время Великой Отечественной войны 1941—1945 годов город был оккупирован 14 августа 1941 года войсками 18-й армии группы армий «Север». В годы оккупации в городе и его окрестностях действовало подпольное партизанское движение, осуществлявшее подрывную и диверсионную деятельность против захватчиков. 1 февраля 1944 года в ходе Ленинградско-Новгородской операции город был освобождён войсками 2-й ударной армии при поддержке 13-й воздушной армии Ленинградского фронта.
25 декабря 1963 года на только что построенном горно-обогатительном комбинате «Фосфорит» было произведено первое удобрение — фосфоритная мука. Впоследствии данный комбинат стал для Кингисеппа градообразующим предприятием.
11 октября 1984 года указом Президиума Верховного Совета СССР «за мужество и стойкость, проявленные трудящимися города в борьбе с немецко-фашистскими захватчиками в годы Великой Отечественной войны, успехи в хозяйственном и культурном строительстве» город Кингисепп награждён орденом Отечественной войны I степени.

### Новейшая история

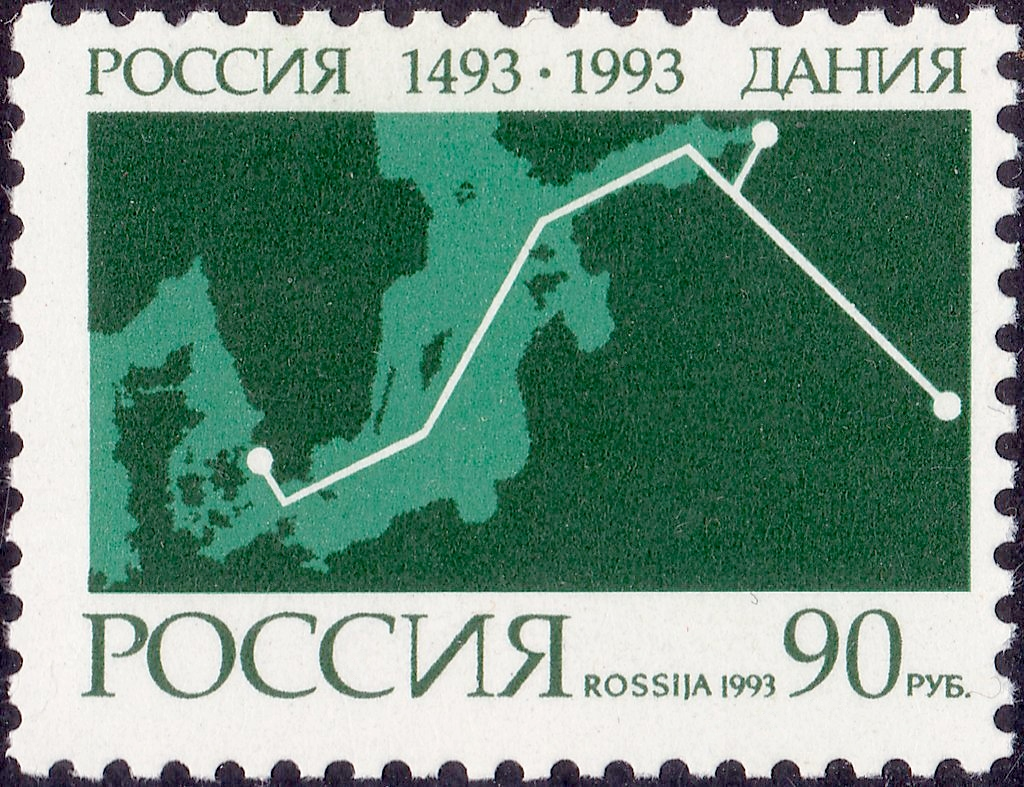
Почтовая марка со схемой цифровой линии «Дания — Россия»

В 1993 году Кингисепп стал центральным узлом первой в России подводной оптическо-волоконной линии «Россия — Дания № 1». Этот проект стал первым в истории нового национального оператора связи «Ростелеком», созданного на базе гражданских телефонных сетей СССР. С Москвой и Петербургом Кингисепп соединили радиорелейные линии, а от Дании далее протянулось глобальное кольцо цифровой связи, замкнувшееся через два года со строительством линии от Хабаровска до Москвы. Эти меры были призваны обеспечить качественное подключение России к мировому интернету.
13 декабря 2001 года к городу были присоединены посёлки Лесобиржа и Касколовка, а также деревня Новый Луцк.
В связи с распадом СССР Кингисепп стал крайним населённым пунктом на трассе А180 не входящим в погранзону Кингисеппского района. В начале 2000-х годов была построена объездная дорога с тремя въездами в город.
Город является членом Ганзейского союза Нового времени.

## География
Город расположен в юго-западной части области на пересечении автодорог А180 «Нарва» (E 20) (Санкт-Петербург — Ивангород — граница с Эстонией) и 41К-005 (Псков — Краколье), в 145 км от Санкт-Петербурга.
Город находится на реке Луге.

### Климат
- Среднегодовая температура воздуха — 6.0 °C
- Средняя скорость ветра — 2,3 м/с

| Показатель                    | Янв.  | Фев. | Март  | Апр.  | Май  | Июнь | Июль | Авг. | Сен. | Окт.  | Нояб. | Дек. | Год  |
| ----------------------------- | ----- | ---- | ----- | ----- | ---- | ---- | ---- | ---- | ---- | ----- | ----- | ---- | ---- |
| Абсолютный максимум, °C       | 8,6   | 10,3 | 16,6  | 27,0  | 33,2 | 34,9 | 33,6 | 35,0 | 29,9 | 21,0  | 13,2  | 11,6 | 35,0 |
| Средний суточный максимум, °C | −2,5  | −2,1 | 2,9   | 10,4  | 17,0 | 20,8 | 23,3 | 21,6 | 16,1 | 8,8   | 2,6   | −0,6 | 9,8  |
| Средняя температура, °C       | −4,9  | −5,2 | −1,1  | 5,3   | 11,3 | 15,6 | 18,2 | 16,4 | 11,5 | 5,7   | 0,6   | −2,6 | 6,0  |
| Средний суточный минимум, °C  | −7,5  | −8,3 | −5    | 0,6   | 5,4  | 10,2 | 13,1 | 11,6 | 7,5  | 2,8   | −1,5  | −4,8 | 2,0  |
| Абсолютный минимум, °C        | −38,1 | −40  | −32,8 | −26,1 | −6,1 | −1,1 | 2,8  | 0,0  | −6,1 | −12,8 | −22,8 | −40  | −40  |
| Норма осадков, мм             | 52    | 41   | 40    | 38    | 50   | 78   | 73   | 95   | 65   | 73    | 61    | 58   | 723  |
| Источник: «Погода и климат»   |       |      |       |       |      |      |      |      |      |       |       |      |      |

## Население
| 1856    | 1862    | 1863    | 1867    | 1870    | 1885    | 1897    | 1920    | 1923    | 1926    | 1931    | 1932    |
| ------- | ------- | ------- | ------- | ------- | ------- | ------- | ------- | ------- | ------- | ------- | ------- |
| 2057    | ↘1303   | ↘1059   | ↗2153   | ↗2490   | ↗3343   | ↗4584   | ↘3199   | ↗4438   | ↗4800   | ↘3800   | ↗5800   |
| 1933    | 1935    | 1939    | 1945    | 1959    | 1970    | 1979    | 1989    | 1992    | 1996    | 1998    | 2000    |
| ↗7100   | ↘6100   | ↗7930   | ↘2798   | ↗8413   | ↗17 315 | ↗38 784 | ↗49 954 | ↗51 500 | ↘50 400 | ↗50 600 | ↗52 200 |
| 2001    | 2002    | 2003    | 2005    | 2006    | 2007    | 2008    | 2009    | 2010    | 2011    | 2012    | 2013    |
| ↘52 000 | ↘50 295 | ↗50 300 | ↗50 400 | ↗50 500 | →50 500 | ↘50 167 | ↘49 948 | ↘48 488 | ↗48 500 | ↗48 640 | ↘48 260 |
| 2014    | 2015    | 2016    | 2017    | 2018    | 2019    | 2020    | 2021    | 2023    | 2024    | 2025    |         |
| ↘48 128 | ↘47 969 | ↘47 705 | ↘47 312 | ↘46 747 | ↘45 858 | ↘45 216 | ↗49 716 | ↘49 005 | ↘48 807 | ↘48 355 |         |

На 1 января 2025 года по численности населения город находился на 324-м месте из 1124 городов Российской Федерации.

### Национальный состав
Согласно данным Всероссийской переписи населения 2021 года в городе проживали 49 716 человек, из них:
 русские — 42 915 (казаки — 2), белорусы — 562, узбеки — 374, украинцы — 306, татары — 190, таджики — 185, азербайджанцы — 142, армяне — 140, киргизы — 45, мордва — 44 (мордва-эрзя — 2), казахи — 36, немцы — 27, эстонцы — 23, финны — 21 (ингерманландцы — 4), чуваши — 21, поляки — 20, башкиры — 16, ижорцы — 16, евреи — 14, грузины — 13, ингуши — 13, литовцы — 13, молдаване — 13, карелы — 12, корейцы — 12, марийцы — 11, греки — 10, даргинцы — 10, латыши — 9, чеченцы — 9, водь — 8, калмыки — 7, турки — 7, вепсы — 6, лезгины — 6, буряты — 5, коми — 5 (коми-пермяки — 3), якуты — 5, болгары — 4, талыши — 4, осетины — 3, сербы — 3, туркмены — 3, уйгуры — 3, американцы — 2, арабы — 2, гагаузы — 2, кумыки — 2, долганы — 1, индийцы — 1, кабардинцы — 1, крымские татары — 1, рутульцы — 1, удмурты — 1, французы — 1, цыгане — 1, чехи — 1, другие национальности — 661 человек, остальные национальность не указали.

## Экономика
Заводы :
- Алексеевский известковый завод[59]
- ООО Промышленная группа «Фосфорит» (минеральные удобрения)[60]

## Образование и культура

### Учебные заведения
Из образовательных учреждений в городе имеются восемь общеобразовательных школ (одна из которых гимназия, вторая школа Православной культуры), школа искусств (музыкальное и художественное направления) и спортивная школа, Центр эстетического воспитания и образования детей. При Екатерининском соборе функционирует воскресная школа. Среднее образование представлено Кингисеппским колледжем технологии и сервиса и Кингисеппским политехническим техникумом. Высшее образование обеспечивает Кингисеппский филиал Ленинградского государственного университета имени А. С. Пушкина.

### Культура
В городе функционирует Кингисеппский культурно-досуговый комплекс (Городской ДК), Кингисеппский историко-краеведческий музей, кинотеатр и Кингисеппская центральная городская библиотека.

## Архитектура
От крепости, разобранной во второй половине XVIII века, уцелели высокие валы и остатки стен.
По плану 1780-х годов город получил регулярную планировку. На торговой восьмиугольной площади (её проект приписывается архитектору Антонио Ринальди) сохранились два корпуса Гостиного двора, построенные в 1835 году, и здание манежа, построенное в 1836 году.
После того, как в 1760 году сгорел крепостной деревянный собор Святого Архангела Михаила, по указу императрицы Екатерины II на главной площади Ямбурга по проекту и под руководством архитектора А. Ринальди (первоначально проект был создан Бартоломео Растрелли), в 1764—1783 годах возводится пятиглавый Екатерининский собор, решённый в стилистике перехода от барокко к классицизму, характерной для работ этого зодчего. В плане собор решён как равносторонний крест со скруглёнными концами, с многоярусной колокольней.
В центре города сохранилось здание бывшей ратуши.
Топонимика города носит советский характер.

## Фотогалерея

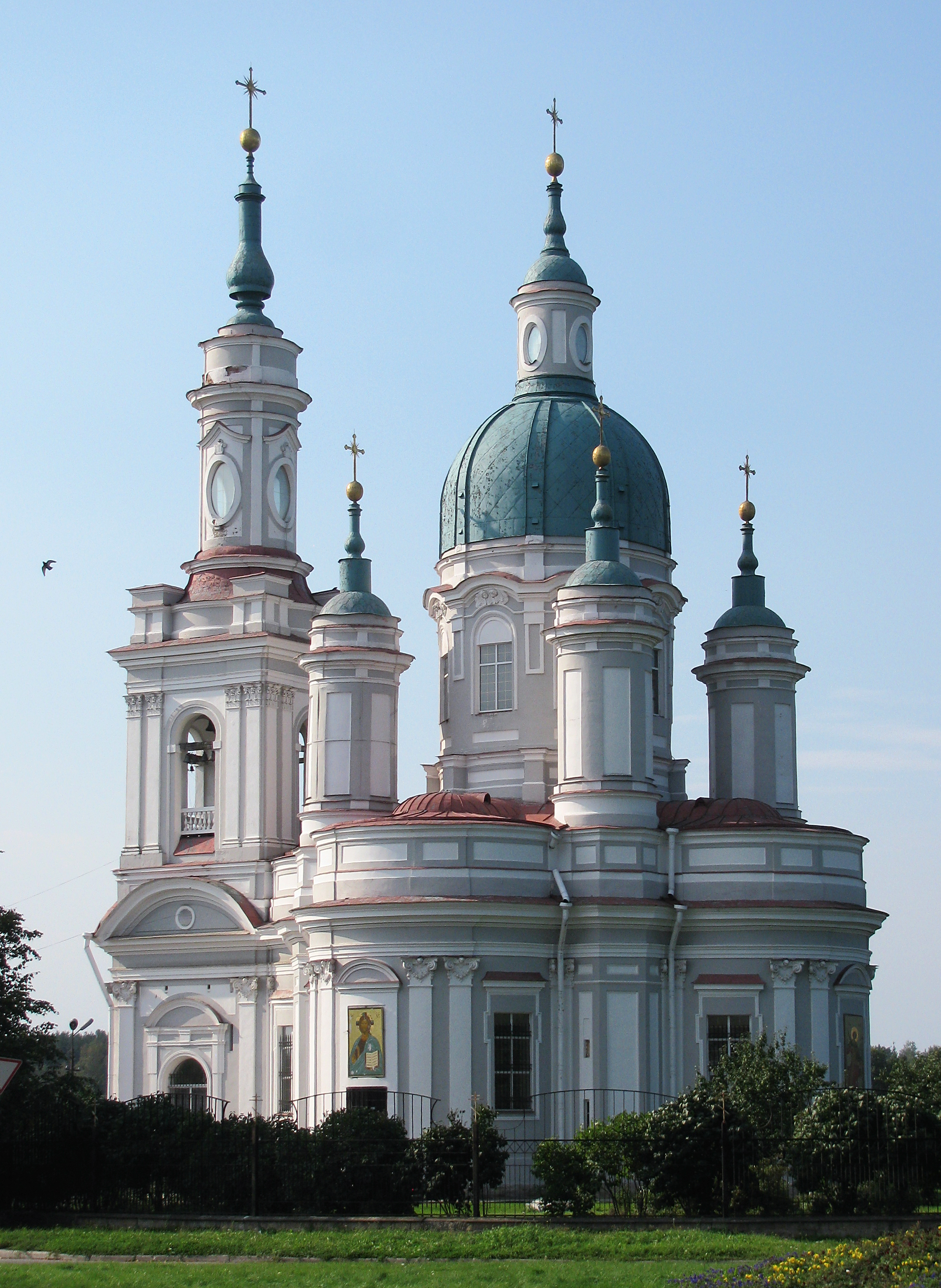
Екатерининский собор
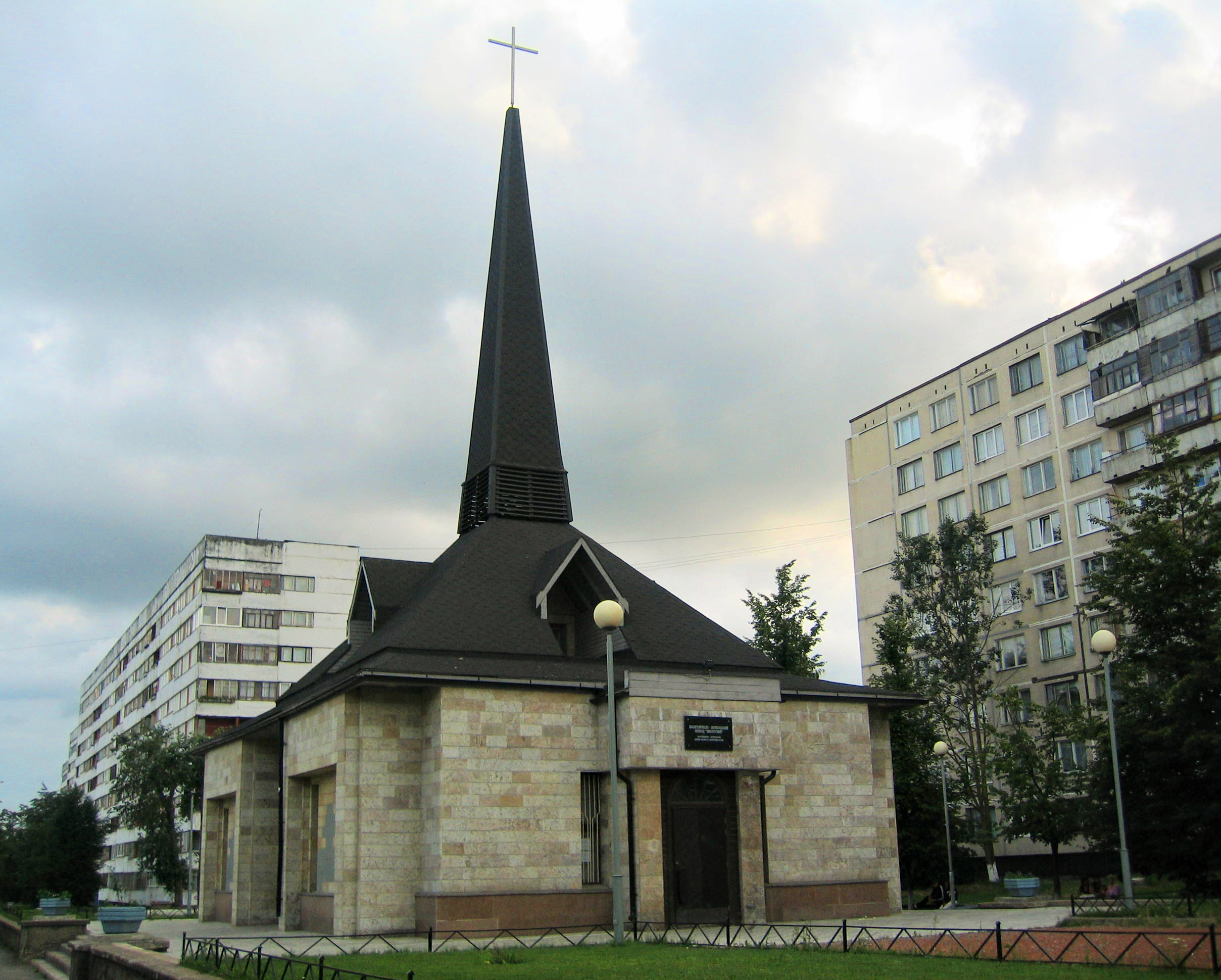
Евангелическо-лютеранский приход «Ямбургский»
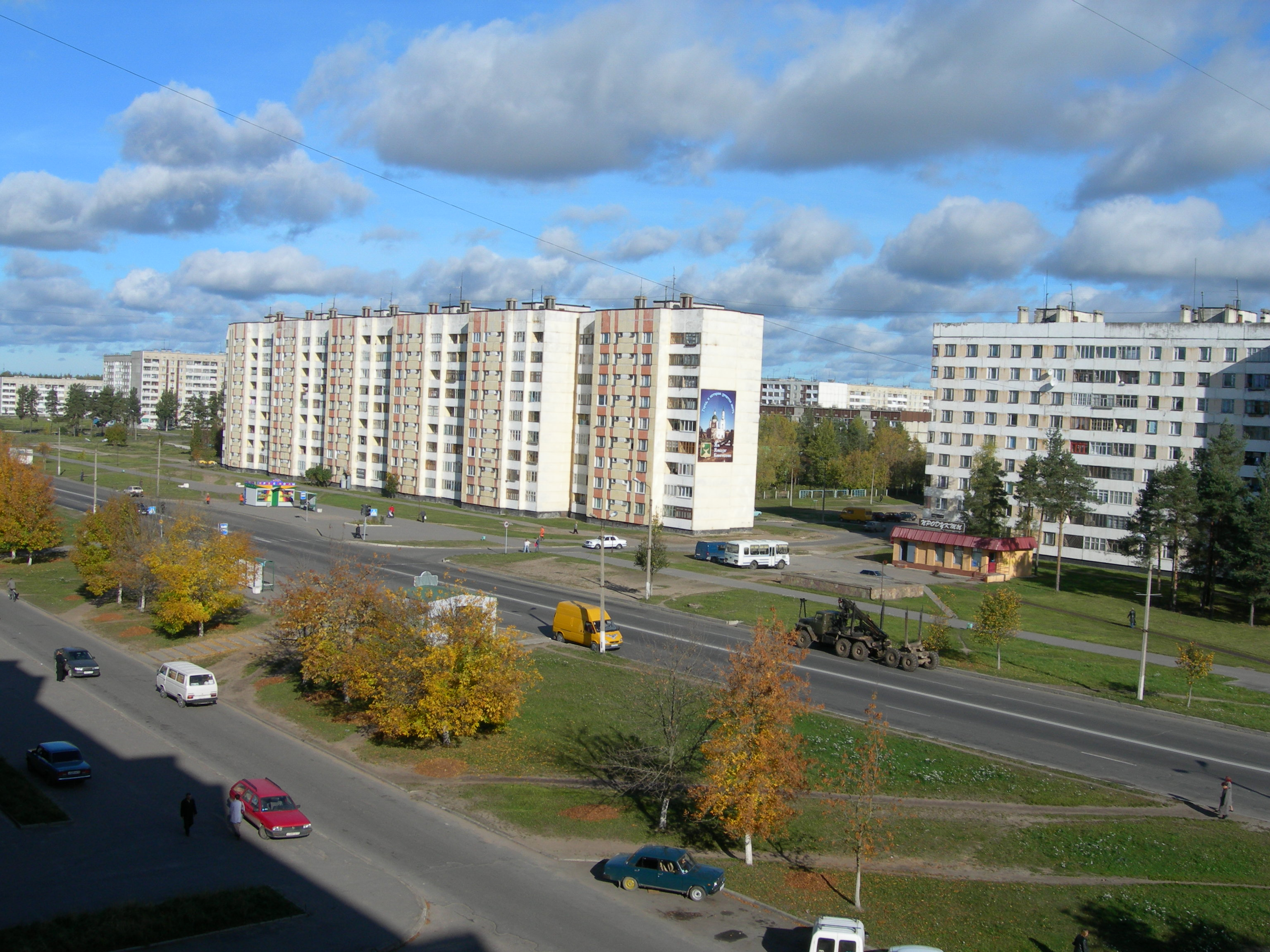
Советский жилой массив
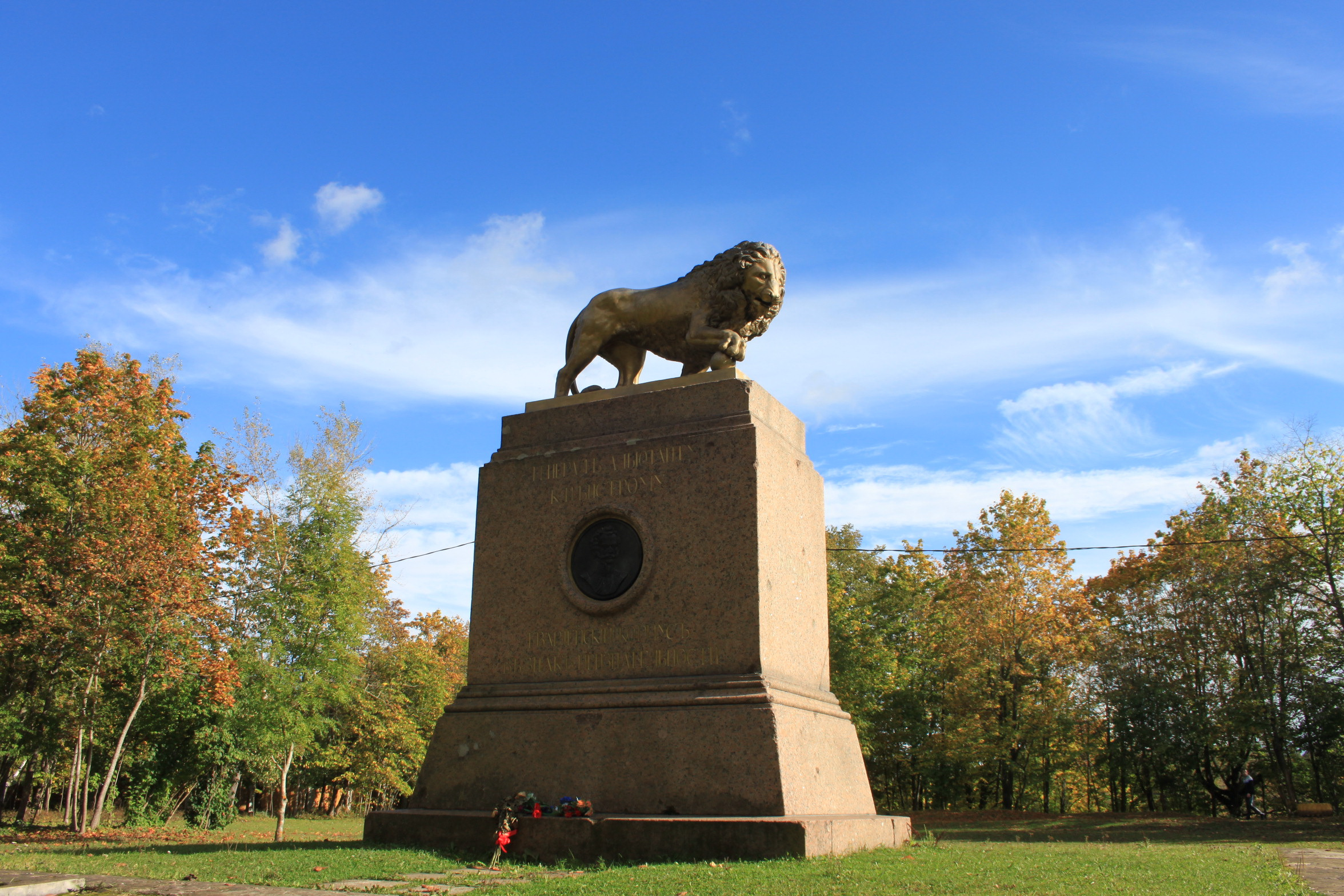
Памятник К. И. Бистрому скульптора П. К. Клодта в парке Романовка
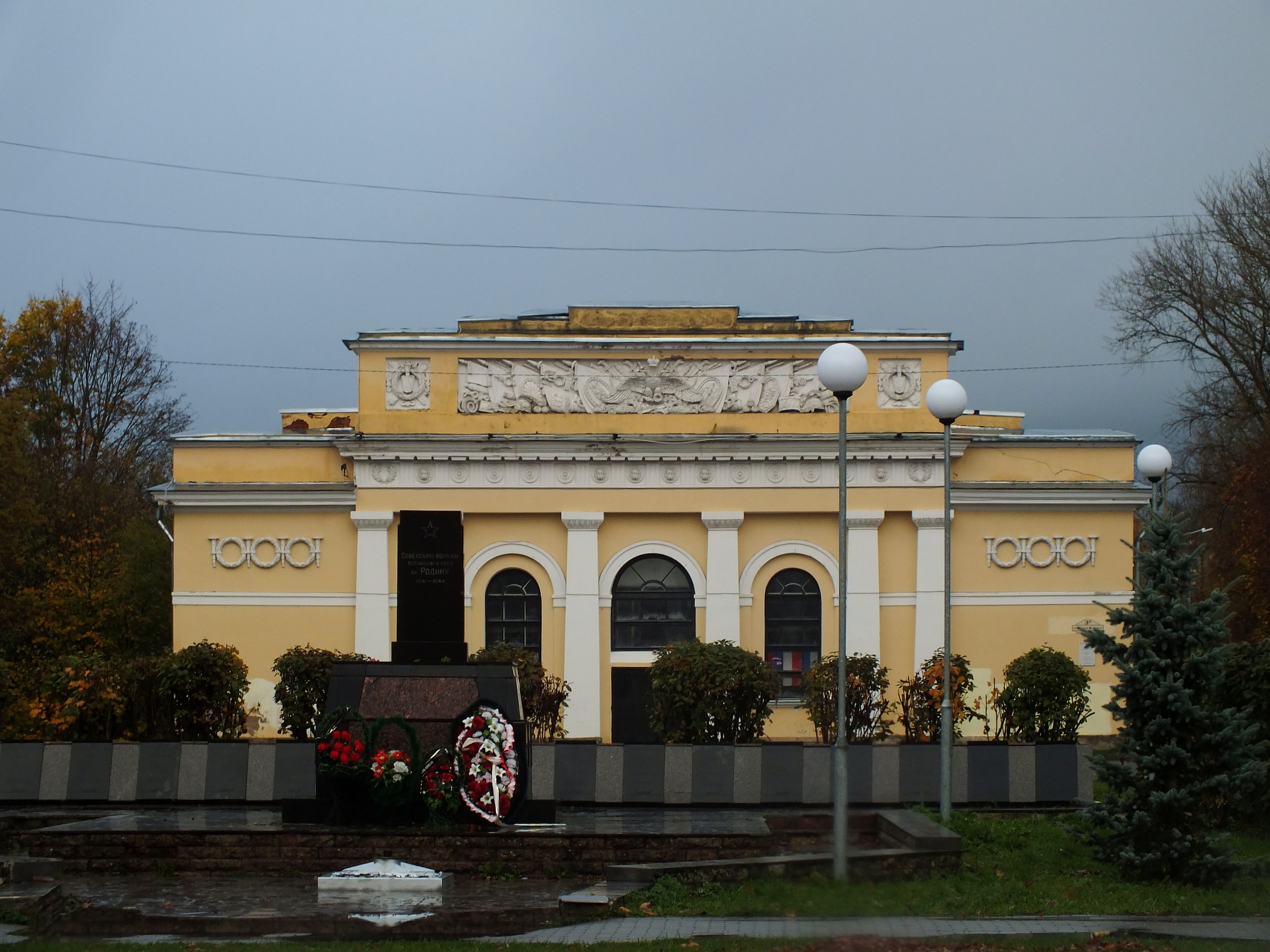
Бывшее здание манежа 146-го пехотного Царицынского полка
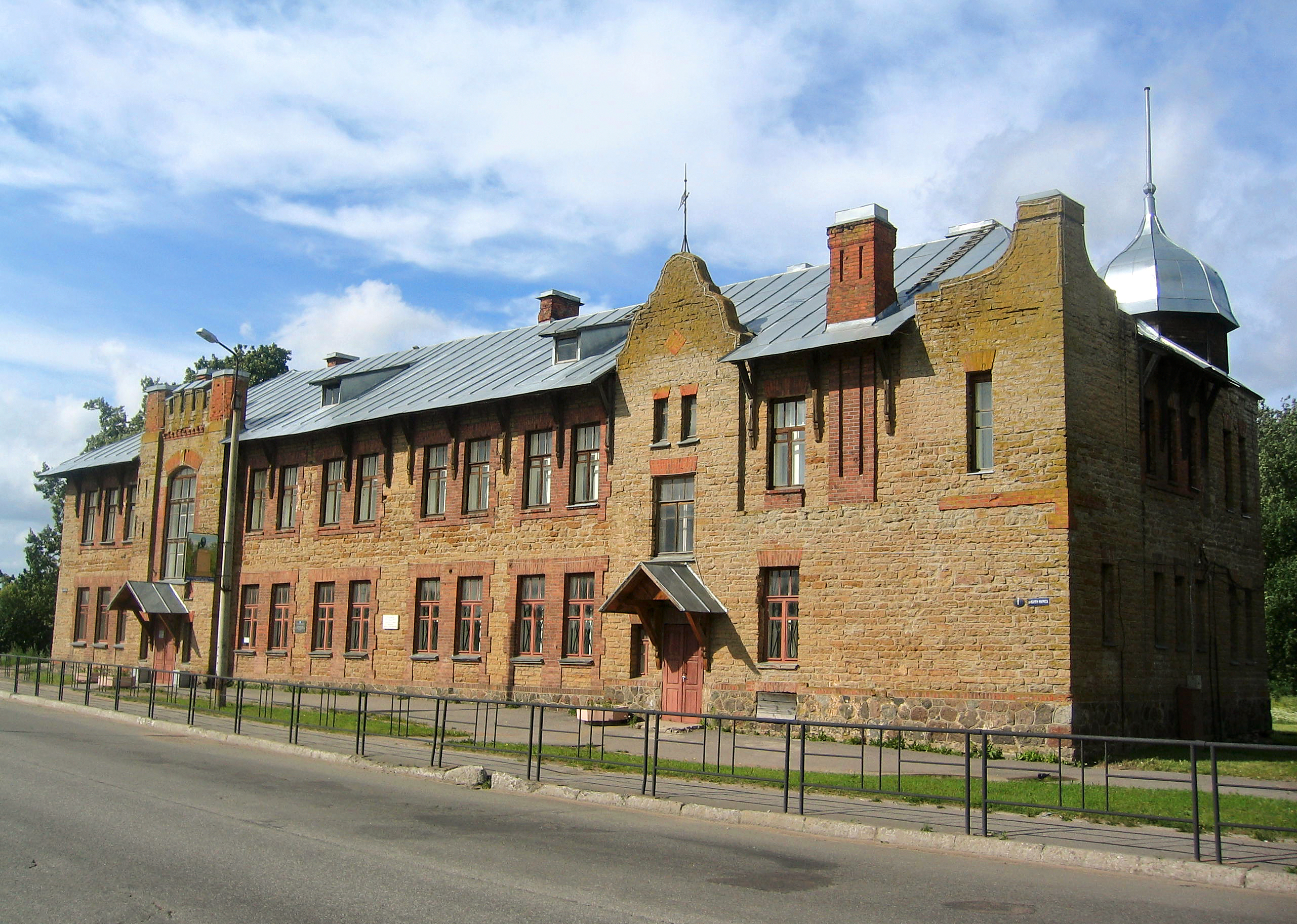
Кингисеппский краеведческий музей (здание бывшего Коммерческого училища)
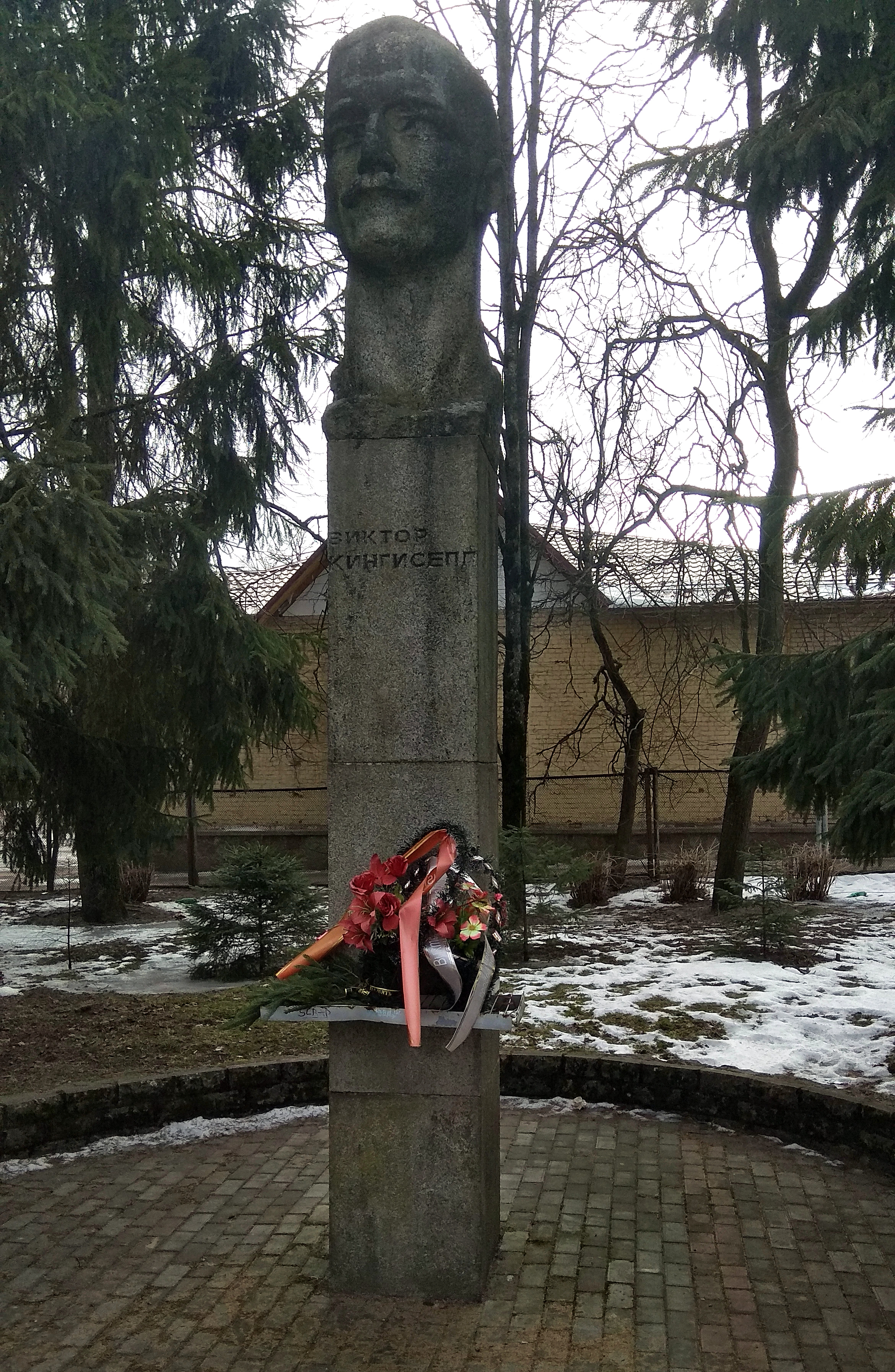
Памятник Виктору Кингисеппу
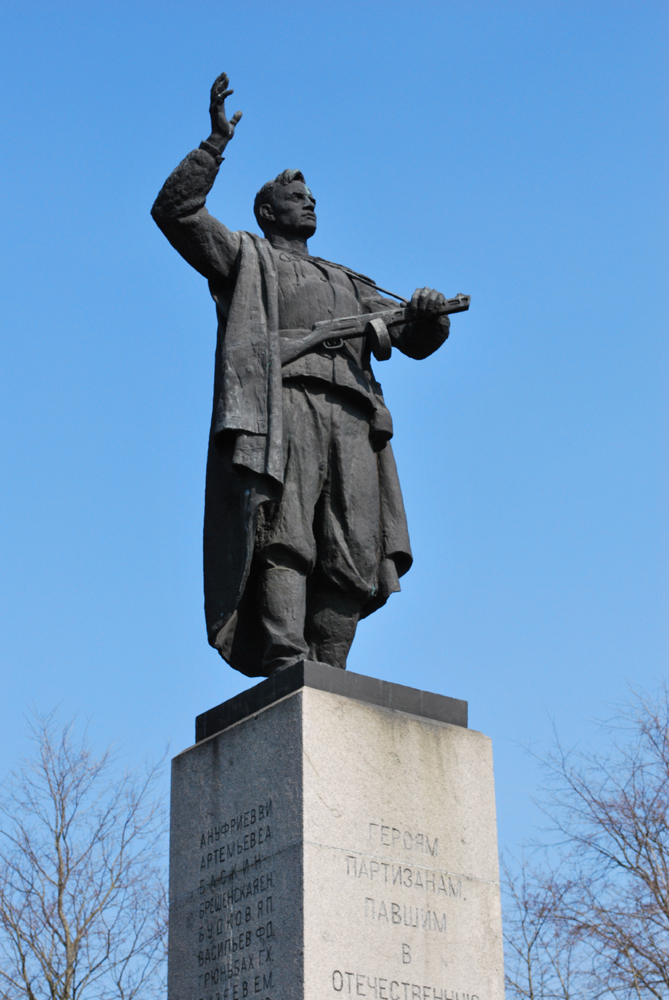
Памятник бойцам партизанского движения

## Средства массовой информации

### Радио
- 67,67 — Радио России / ГТРК Санкт-Петербург
- 87,8 — Радио Ваня
- 88,6 — (Молчит) Радио Плазма[62]
- 90,2 — Радио Кингисепп Сегодня[62]
- 90,8 — Новое радио
- 92,7 — (ПЛАН) Радио Комсомольская Правда
- 96,5 — Fresh FM[62]
- 99,8 — Радио Родных Дорог
- 100,3 — Авторадио
- 101,3 — RED FM
- 101,7 — (ПЛАН) Маруся FM
- 104,2 — Дорожное Радио
- 105,2 — Европа Плюс
- 106,2 — Питер FM
- 107,1 — Радио Рекорд[62]

### Телевидение
- 30 — Первый мультиплекс цифрового телевидения России
- 32 — Второй мультиплекс цифрового эфирного телевидения
- Кингисеппское телевидение «ЯмТВ»

### Газеты
- «Восточный берег»
- «Время»

## Города-побратимы
Согласно официальному сайту
- Эстония: Йыхви[64]
- Норвегия: Нарвик
- Финляндия: Райсио